# Потери авиации в гражданской войне в Сальвадоре
В статье приведены потери авиации во время гражданской войны в Сальвадоре, продолжавшейся с 1980 по 1992 год.
Наибольшая часть потерь приходится на военно-воздушные силы Сальвадора.
Кроме того, в этот период были потеряны несколько самолётов и вертолётов армейской авиации и ВВС США.
Список составлен на основании сведений из открытых источников (печатных изданий и материалов сети Интернет) и очевидно, не полный. Тем не менее, при всех возможных ошибках и неточностях информация относительно авиационных потерь в ходе войны представляет значительный интерес.

## ФНОФМ
В ходе гражданской войны Фронт национального освобождения имени Фарабундо Марти ограниченно использовал лёгкие транспортные самолёты гражданской авиации для перемещения оружия, медикаментов и иных военных грузов.
- июнь 1980 — зарегистрированный в Панаме частный самолёт Aero Commander 560A (бортовой номер HP766) с грузом в 22 тысячи патронов совершил аварийную посадку на небольшом аэродроме в департаменте Сан-Мигель. Самолёт и груз были захвачены правительственными силами[1].
- 25 января 1981 -— зарегистрированный в Коста-Рике лёгкий транспортный самолёт-нарушитель Piper PA-23 «Aztec» (бортовой номер TI-ALV) с грузом военного назначения для повстанцев был сбит в окрестностях поселения Сан Маркос Лемпа (департамент Усулутан) реактивным истребителем MD.450 «Ouragan» ВВС Сальвадора, пилот (гражданин Коста-Рики Julio Romero) задержан[2][3].
- 25 ноября 1989 -— в департаменте Усулутан разбился двухмоторный самолёт Cessna-310 с грузом оружия, погибли четверо находившихся на борту, правительственные войска захватили 24 зенитные ракеты SA-7 и 1 пусковую установку «Redeye», одно 73-мм безоткатное орудие и 24 миномётные мины[4].

## Правительственные силы Сальвадора
Преимущества, которые предоставляло правительственным силам обладание и применение авиации ФНОФМ ощутил уже в начальный период войны, несмотря на относительную слабость ВВС Сальвадора (небольшое количество боевых машин и не слишком высокий уровень подготовки пилотов). Авиация вела авиаразведку, наносила штурмовые и бомбовые удары, повышала мобильность правительственных сил, обеспечивала их снабжение, пополнение и эвакуацию. В дальнейшем, в связи с интенсивными поставками авиатехники из США и обучением лётного состава ВВС Сальвадора в зоне Панамского канала (в "Межамериканской академии ВВС") мощь и эффективность действий авиации и аэромобильных войск стала стремительно расти. В связи с этим, в 1985 году ФНОФМ был вынужден отказаться от ведения боевых действий в составе крупных соединений (численностью до батальона) и перейти к войне силами мелких тактических групп (30-100 бойцов).
На протяжении всей войны ФНОФМ уделял большое внимание борьбе с авиацией. Основными способами являлся сосредоточенный огонь из стрелкового оружия по летящим воздушным целям и диверсии на авиабазах. В ходе войны были также отмечены попытки использовать против авиации имеющееся тяжёлое вооружение (случаи обстрела низколетящих вертолетов из РПГ-2, РПГ-7 и 90-мм безоткатного орудия). В 1988 году были отмечены случаи обстрела вертолетов изготовленными в подпольных мастерских винтовочными гранатами СС1 и С2.
Тактика борьбы с авиацией последовательно совершенствовалась (если в течение 1988 года огнём с земли были повреждены 47 летательных аппаратов, то в первом полугодии 1989 - уже 96), однако эффективность огня из стрелкового оружия по воздушным целям все-таки, оставалась не слишком высокой (так, 09.11.1984 в окрестностях Сучитото попадания из стрелкового оружия получили 12 вертолётов UH-1H, однако только три из них были сбиты и еще 4 получили повреждения, требовавшие ремонта).
Только на заключительном этапе войны, в 1989 году на вооружении ФНОФМ появилось некоторое количество переносных зенитно-ракетных комплексов. Первый случай их применения имел место 23 ноября 1990 года, однако к середине 1991 года, после потери двух самолётов (A-37B и AC-47) и вертолёта UH-1M командование было вынуждено ограничить применение авиации для перемещения и поддержки наземных войск, перейти на полёты на малых высотах, что сделало летательные аппараты более уязвимыми для огня из стрелкового оружия. К февралю 1991 года зенитные ракеты были использованы для уничтожения пяти летательных аппаратов.

#### 1980
- легкомоторный самолёт Piper PA-31 «Navajo» (купленный в 1980 году, зачисленный в ВВС и получивший бортовой номер FAES 1) 17 апреля 1980 года разбился в районе города Гватемала. Погибли экипаж самолёта и начальник генерального штаба, находившийся на борту в качестве пассажира[8].
- 22 апреля 1980 года при неустановленных обстоятельствах разбился учебно-тренировочный самолёт Fouga СМ.170 Magister (серийный номер 18, бортовой номер FAS 503)[9].

#### 1981
- есть упоминание о том, что в течение первой недели после начала всеобщего наступления при артобстреле аэродромов были уничтожены несколько вертолётов и самолётов[10].

#### 1982
- 27 января 1982 — диверсанты ФНОФМ проникли на авиабазу Илопанго, уничтожив подрывными зарядами семь вертолётов UH-1H, пять реактивных истребителей-бомбардировщиков MD.450 «Ураган» и три транспортных самолёта C-47, при взрыве еще 6 самолётов и вертолётов получили повреждения:

- уничтожен истребитель-бомбардировщик MD.450 Ouragan (бортовой номер FAS 700)
- уничтожен истребитель-бомбардировщик MD.450 Ouragan (бортовой номер FAS 703)
- уничтожен истребитель-бомбардировщик MD.450 Ouragan (бортовой номер FAS 707)
- уничтожен истребитель-бомбардировщик MD.450 Ouragan (бортовой номер FAS 711)
- уничтожен истребитель-бомбардировщик MD.450 Ouragan (бортовой номер FAS 712)
- уничтожен транспортный самолёт C-47 (серийный номер 9256, бортовой номер 101)
- уничтожен транспортный самолёт C-47 (серийный номер 16788/33536, бортовой номер 107)
- уничтожен транспортный самолёт C-47 (серийный номер 15321/26766, бортовой номер 108)
- уничтожен вертолёт UH-1H (серийный номер 4198, бортовой номер 240)
- уничтожен вертолёт UH-1H (бортовой номер 241)
- уничтожен вертолёт UH-1H (серийный номер 13290, бортовой номер 243)
- уничтожен вертолёт UH-1H (серийный номер 8888, бортовой номер 244)
- уничтожен вертолёт UH-1H (серийный номер 13403, бортовой номер 247)
- уничтожен вертолёт UH-1H (серийный номер 8559, бортовой номер 250)
- уничтожен вертолёт UH-1H (серийный номер 10023, бортовой номер 252)

- 17 июня 1982 — в окрестностях Сан-Фернандо (департамент Морасан) сбит вертолёт Hughes 500D, на котором находились заместитель министра обороны полковник Франсиско Адольфо Кастильо (попал в плен к повстанцам)[14] и командир 6-й пехотной бригады, полковник Сальватор Бельтран Луна (погиб)[15].

#### 1983
- 15 мая 1983 — при неустановленных обстоятельствах разбился лёгкий самолёт Morane Saulnier MS.893 Rallye (бортовой номер 52, серийный номер 13217)[16].
- 15 мая 1983 — при неустановленных обстоятельствах разбился лёгкий самолёт Morane Saulnier MS.893 Rallye (бортовой номер 53, серийный номер 13218)[16].
- 18 мая 1983 — в южной части страны, в департаменте Ла-Пас рухнул в море в результате отказа двигателя лёгкий штурмовик А-37B (серийный номер 43421, бортовой номер FAS 420)[17], экипаж из двух человек (Lt. Quinonez и Lt. Abrego) успешно катапультировался[18].

#### 1984
- 4 января 1984 — сбит вертолёт UH-1H (серийный номер 11979, бортовой номер 248)[13]
- 21 января 1984 — диверсанты ФНОФМ скрытно установили мину на грунтовой взлетно-посадочной полосе аэродрома Сан-Мигель, взрывом которой был уничтожен лёгкий пассажирский самолёт Cessna C-172 (бортовой номер YS-37-C). Из пяти человек на борту два пассажира погибли на месте, пилот и пассажир на переднем сиденье были тяжело ранены[19].
- в ночь с 25 на 26 марта 1984 - диверсанты ФНОФМ скрытно установили мину на грунтовой взлётно-посадочной полосе аэродрома Сан-Мигель, взрывом которой был уничтожен транспортный самолёт C-123K (серийный номер 20128, бортовой номер FAS 120)[19], в результате получили ранения два члена экипажа.
- 23 октября 1984 — взрывом мощного фугаса (вмонтированного в радиопередатчик станции «Радио Венсеремос») взорван в воздухе вертолёт UH-1H (серийный номер 5965, бортовой номер 284)[13], погибли командир 3-й армейской бригады полковник Монтерроса и ещё 10 военнослужащих[20].
- 9 ноября 1984 — под Сучитото сбиты 3 и повреждены ещё 4 вертолёта UH-1H. Повстанцы, ожидавшие прибытия подкрепления к гарнизону, заранее подготовили засады в местах возможного приземления вертолётов.

#### 1985
- 19 марта 1985 — сбит лёгкий самолёт-разведчик Cessna О2-А (серийный номер 337M-0417, бортовой номер 615)[21].
- 2 мая 1985 — при неустановленных обстоятельствах разбился лёгкий самолёт Morane Saulnier MS.893 Rallye (бортовой номер 50)[16].
- июнь 1985 — повреждённый вертолёт UH-1H совершил вынужденную посадку в департаменте Морасан, однако был эвакуирован на авиабазу Илопанго.

#### 1986
- 12 апреля 1986 — сбит вертолёт UH-1H (серийный номер 8814, бортовой номер 270)[13].
- 1 мая 1986 -— вскоре после вылета с авиабазы Илопанго в результате технической неисправности (вышел из строя и загорелся двигатель) врезался в склон холма в 2,4 км к северу от Илопанго и сгорел военно-транспортный самолёт DC-6B военно-воздушных сил Сальвадора (бортовой номер FAS 302), погибли все 37 военнослужащих, находившихся на борту (4 члена экипажа и 33 пассажира)[22][23]
- 13 мая 1986 — в департаменте Морасан при эвакуации раненых солдат разбился вертолёт UH-1H (серийный номер 8583, бортовой номер 204)[13], погибли восемь военнослужащих. Повстанцы ФНОФМ заявили, что вертолёт был сбит огнём из стрелкового оружия, однако по официальной версии, причиной крушения стали плохие погодные условия.
- 19 июня 1986 — в ходе третьего штурма 3-й армейской бригады в Сан-Мигель, на посадочной площадке были взорваны три вертолёта[24].

#### 1987
- 17 января 1987 — сбит вертолёт UH-1M (серийный номер 1435, бортовой номер 227)[25].
- 15 марта 1987 — в окрестностях города Санта-Ана сбит штурмовик A-37B (серийный номер 43437, бортовой номер 430)[17].
- 26 марта 1987 — в пяти километрах к северу от города Чинамека (департамент Сан-Мигель)[26] при крушении вертолёта UH-1H ВВС Сальвадора (серийный номер 9201, бортовой номер 296)[13] погибли 4 гражданина Сальвадора[27] и сотрудник ЦРУ США (Richard D. Krobock)[28].
- в конце апреля 1987 года вертолёт UH-1H армии Сальвадора, вскоре после вылета с авиабазы Илопанго на авиабазу Сан-Мигель взорвался в воздухе - погибли все 9 человек на борту (2 члена экипажа, 2 артиллериста и 5 гражданских лиц)[29].
- 14 июня 1987 — сбит вертолёт UH-1M (серийный номер 1261, бортовой номер 233)[25].

#### 1988
- январь 1988 — при попытке эвакуировать раненого солдата разбился вертолёт ВВС Сальвадора, погибли 3 и были ранены еще 3 военнослужащих, находившихся на борту[30].
- 20 апреля 1988 — сбит вертолёт UH-1M (серийный номер 1775, бортовой номер 235)[25].
- 25 июля 1988 — сбит вертолёт UH-1H (серийный номер 4768, бортовой номер 251)[13].

#### 1989
- 20 января 1989 — при неустановленных обстоятельствах разбился лёгкий самолёт Morane Saulnier MS.893 Rallye (бортовой номер 64)[16].
- 12 ноября 1989 —в департаменте Сан-Мигель сбит вертолёт UH-1H (серийный номер 4277, бортовой номер 242)[13].
- 18 ноября 1989 — штурмовик OA-37B (серийный номер 43229, бортовой номер FAS 429) сбит огнём из снайперской винтовки СВД — пилот, капитан Milton Andrade был ранен в грудь и катапультировался[17].
- 5 декабря 1989 — в районе селения Ozatlan (департамент Усулутан), в 88 милях от столицы огнём из стрелкового оружия был сбит лёгкий самолёт-разведчик Cessna О2-А (серийный номер 337M-0386, бортовой номер 611)[21], пилот погиб.

#### 1990
- 2 февраля 1990 — сбит вертолёт Hughes 500E (серийный номер 0159E, бортовой номер 37)[31].
- 17 марта 1990 — в окрестностях Сучитото разбился вертолёт UH-1H (серийный номер 8829, бортовой номер 285)[13].
- 18 мая 1990 — сбит вертолёт Hughes 500D (серийный номер 41093D, бортовой номер 35)[31].
- 29 июня 1990 — в департаменте Усулутан сбит вертолёт UH-1H (серийный номер 5946, бортовой номер 281)[13].
- 26 сентября 1990 — сбит лёгкий самолёт-разведчик Cessna О2-А (серийный номер 337M-0106, бортовой номер 614)[21].
- 19 ноября 1990 — в департаменте Усулутан сбит лёгкий самолёт-разведчик Cessna О2-А (серийный номер 337M-0384, бортовой номер 621)[21].
- 20 ноября 1990 — лёгкий самолёт-разведчик Cessna О2-А (серийный номер 337M-0003, бортовой номер 622) уничтожен в ходе минометного обстрела авиабазы Илопанго [21].
- 20 ноября 1990 — при атаке повстанцами города Санта-Елена в провинции Усулутан[32] огнём с земли сбит штурмовик A-37B (серийный номер 43074, бортовой номер FAS 431)[17].
- 21 ноября 1990 — лёгкий самолёт-разведчик Cessna О2-А (серийный номер 337M-0223, бортовой номер 618) разбился в департаменте Усулутан[21].
- 23 ноября 1990 — в окрестностях города Сан-Мигель зенитной ракетой SA-7 был сбит лёгкий штурмовик A-37B (серийный номер 43309, бортовой номер 426), один пилот (Lt. Hernandez Duenas) был ранен, но успешно катапультировался[33], второй (Sub.Lt. Eduardo Escobar Amaya) погиб. Это первый случай применения повстанцами ПЗРК[34].
- 26 ноября 1990 — в департаменте Усулутан сбит вертолёт UH-1M (серийный номер 1577, бортовой номер 223)[25].
- 4 декабря 1990 — у селения El Cerro Cuatro Pinos, в районе населённого пункта Ла Лагуна (департамент Чалатенанго) зенитной ракетой сбит самолёт AC-47 (серийный номер 9568), погибли шесть военнослужащих. Это второй случай применения повстанцами ПЗРК[35].

#### 1991
- 10 января 1991 — в 25 км от столицы в ходе атаки сил ФНОФМ огнём с земли был сбит вертолёт Hughes 500E (серийный номер 0305E, бортовой номер 43)[31], погибли двое военнослужащих и трое получили ранения.
- 8 февраля 1991 — в департаменте Сан-Мигель потерян вертолёт UH-1H (серийный номер 5964, бортовой номер 267)[13].
- 12 марта 1991 — в 10 милях к северу от города Сан-Мигель, при обстреле сил ФНОФМ был сбит зенитной ракетой вертолёт UH-1M (серийный номер 1672, бортовой номер 229)[25], погибли трое военнослужащих (пилот, второй пилот и бортстрелок) [36].
- 18 марта 1991 — в департаменте Сан-Мигель потерян вертолёт UH-1H (серийный номер 8692, бортовой номер 263)[13].
- 25 апреля 1991 — сбит вертолёт UH-1M (серийный номер 1971, бортовой номер 232)[25].
- 6 сентября 1991 — потерян вертолёт UH-1H (серийный номер 4096, бортовой номер 245)[13].
- 11 октября 1991 — в департаменте Чалатенанго сбит вертолёт UH-1H (серийный номер 8816, бортовой номер 210)[13].
- 23 ноября 1991 — потерян вертолёт UH-1H (серийный номер 8516, бортовой номер 273)[13].

#### 1992
- в 1992 году при неустановленных обстоятельствах разбился учебно-тренировочный самолёт Fouga СМ.170 Magister (серийный номер 49, бортовой номер 511)[9].
- 14 мая 1992 — при неустановленных обстоятельствах разбился вертолёт Hughes 500D (серийный номер 310908D, бортовой номер 33)[31].
- 27 августа 1992 — в 100 км к западу от столицы, на территории национального парка Monte Cristo разбился транспортный самолёт С-123К (серийный номер 20192, бортовой номер 121)[37], 12 из 14 человек на борту погибли[38].

## США
- 19 октября 1984 — к северу от Сан-Сальвадора[39] в сильный дождь, врезался в склон вулкана Гуасапа и разбился двухмоторный разведывательный самолёт США[40], ЦРУ США подтвердило факт гибели 4 сотрудников[41][42].
- 23 августа 1985 — беспилотный разведывательный самолёт R4E-40 «Skyeye»[43] ВВС США[44] разбился, врезавшись в гору недалеко от города Сан-Карлос в 75 км к востоку от столицы Сальвадора[45].
- 15 июля 1987 — к северу от столицы разбился вертолёт UH-1H[46] армии США (серийный номер 69-15013)[47], погибли шестеро и получил ранения один американский военнослужащий[48][49]
- 2 января 1991 — в районе Lolotique (департамент Сан-Мигель) был сбит вертолёт UH-1H армии США (4-228 AVN BN) с тремя американскими военнослужащими, один член экипажа (уоррент-офицер Дэниэл Скотт) погиб при крушении, еще двое: пилот Э. Доусон и военный советник (подполковник Д. Пикетт) были застрелены повстанцами[50].
- 25 февраля 1991 — вертолёт UH-1H армии США (4-228 AVN BN), взлетевший с авиабазы Илопанго в результате технической неисправности рухнул в озеро Илопанго. Погибли пятеро находившихся на борту американцев: четверо военнослужащих армии США — членов экипажа (с авиабазы Soto Cano в Гондурасе) и один из американских военных советников[51]

## Гондурас
Официально, Гондурас не принимал участия в этой войне, однако правительство страны оказывало определенное содействие правительству Сальвадора в борьбе с ФНОФМ. В частности, в Пуэрто-Кастилло был открыт тренировочный центр RMTC для обучения американскими советниками военнослужащих Сальвадора. Также, радио ФНОФМ сообщало, что в начальный период восстания на помощь правительственным силам был направлен 10-й десантный батальон гондурасской армии, а 15-16.01.1981 самолёты ВВС Гондураса несколько раз бомбили приграничные районы Сальвадора. Позднее, в июне-июле 1982 года два батальона армии Гондураса совместно с частями сальвадорской армии провели операцию против ФНОФМ в департаменте Морасан.
В ходе войны подтверждена потеря одного армейского вертолёта.
- 19 декабря 1991, во время перелёта над зоной боевых действий, над территорией Сальвадора (в 15 км от границы) партизанами ФНОФМ был сбит вертолёт UH-1H ВВС Гондураса, погибли все 11 находившихся на борту военнослужащих[55].